# Proteína C
Proteína C, também conhecida como autoprotrombina II-A e factor de coagulação sanguínea XIV,:6822 é uma proteína zimogénica (inactiva), cuja forma activa desempenha um papel importante na regulação da coagulação do sangue, inflamação, morte celular e na manutenção da permeabilidade vascular das paredes dos vasos sanguíneos em humanos e em outros animais. A proteína C activada desempenha as funções atrás referidas principalmente através da inactivação proteolítica das proteínas denominadas factor Va e factor VIIIa. A proteína C activada é classificada como uma serina protease visto conter um resíduo de serina no seu sítio activo.:35 Nos humanos, a proteína C é codificada pelo gene PROC, que está localizado no cromossoma 2.
A forma zimógena da proteína C é uma glicoproteína dependente da vitamina K que circula no plasma sanguíneo. A sua estrutura é composta por duas cadeias polipeptídicas, chamadas leve e pesada, conectadas por uma ligação dissulfeto.:4673 A proteína C zimógena é activada quando se une à trombina, outra proteína directamente implicada na coagulação, e a activação da proteína C é promovida em grande parte pela presença de trombomodulina e do receptor da proteína C endotelial (EPCR). Devido ao papel do EPCR, a proteína C activada encontra-se principalmente perto das células endoteliais (ou seja, as que formam as paredes dos vasos sanguíneos), e a proteína C afecta estas células e os leucócitos.:34:3162 Como a proteína C desempenha uma função crucial como anticoagulante, as pessoas com deficiências na proteína C ou com algum tipo de resistência à proteína C activada (APC), correm um risco significativamente maior de desenvolver coágulos perigosos (trombose).
As investigações sobre o uso clínico de uma forma recombinante da proteína C activada (rhAPC) chamada Drotrecogin alfa activada, comercializada como Xigris pela companhia Eli Lilly and Company, estiveram envolvidas por muita controvérsia. Eli Lilly fez uma agressiva campanha de mercadotecnia nos Estados Unidos para promover o seu uso em pessoas com sepse grave e choque séptico, e patrocinou em 2004 as Directrizes da Campanha para Sobreviver à Sepse (Surviving Sepsis Campaign Guidelines). Porém, em 2012 publicou-se uma revisão Cochrane que identificou que o seu uso não podia ser recomendado, uma vez que não melhorava a sobrevivência e aumentava o risco de hemorragias. Em outubro de 2011 Xigris foi retirada do mercado por Eli Lilly por se ter observado um maior índice de mortalidade em testes feitos em adultos.

## História
A função anticoagulante da proteína C no corpo humano foi indicada pela primeira vez por Seegers et al. em 1960, e foi Seegers que conferiu à proteína o seu nome original, que era autoprotrombina II-a.:6822 A proteína C foi pela primeira vez isolada por Johan Stenflo a partir do plasma bovino em 1976, e Stenflo determinou que era dependente da vitamina K. Foi ele quem lhe deu o nome de proteína C porque era a terceira proteína (no "pico C") nas eluções das cromatografias de intercâmbio iónico em DEAE-Sefarose. Seegers estava então a investigar os factores de coagulação dependentes da vitamina K não detectados em testes de coagulação, que medem a função de coagulação global. Pouco depois, Seegers reconheceu que a descoberta de Stenflo era idêntica ao que ele fizera.:6822 A proteína C activada foi descoberta posteriormente naquele ano, e em 1977 reconheceu-se que a APC inactivava o factor Va.:2382 Em 1980, Vehar e Davie descobriram que a APC também inactivava o factor VIIIa, e pouco depois, Walker descobriu que a proteína S era um cofactor. Em 1982, um estudo duma família feito por Griffin et al. associou pela primeira vez a deficiência da proteína C com sintomas de trombose venosa. A deficiência homozigótica da proteína C e os seus graves efeitos para a saúde foram descritos em 1984 por vários cientistas.:1214 Em 1984 conseguiu-se a clonagem do ADNc da proteína C graças aos trabalhos de Beckmann et al., que elaboraram um mapa do gene responsável pela produção da proteína C no fígado. Em 1987 realizou-se um experimento trascendental (Taylor et al.) no qual se demonstrava que a proteína C activada prevenia a coagulopatia e morte em babuínos aos que se lhes infundiam concentrações letais de E. coli.:2382
Em 1993, Dahlbäck et al. detectaram uma resistência à APC herdável e associaram-na com a trombofilia familiar. Em 1994, a mutação genética relativamente comum que produz o factor VLeiden foi detectada pela Bertina et al.. Dois anos depois, conseguiram-se imagens da APC sem domínios Gla a uma resolução de 2,8 angstroms. Alguns ensaios clínicos que começaram com o PROWESS de 2001 serviram para descobrir que muitos dos sintomas da sepse podem melhorar com a administração de APC infundida, e as taxas de mortalidade de pacientes sépticos pode diminuir-se significativamente.:3161,6 Em finais desse mesmo ano, a FDA estadunidense aprovou a Drotrecogin alfa (activada), uma proteína C activada humana recombinante, que foi o primeiro medicamento aprovado para tratar a sepse grave. Em 2002, a revista Science publicou um artigo que mostrava que a proteína C activava o receptor activado por protease 1 (PAR-1) e este processo explicava a modulação feita pela proteína do sistema imunitário.:2382

## Genética
As instruções biológicas para sintetizar a proteína C em humanos estão codificadas no gene chamado oficialmente "proteínan C (inactivador dos factores de coagulação Va e VIIIa)". O símbolo do gene aprovado pelo Comité de Nomenclatura de Genes de HUGO é "PROC", de "proteína C". Está localizado no cromossoma 2 (2q13-q14) e contém nove exões.:2383 A sequência do gene é de aproximadamente 11 000 bases de comprimento.:4675

## Estrutura

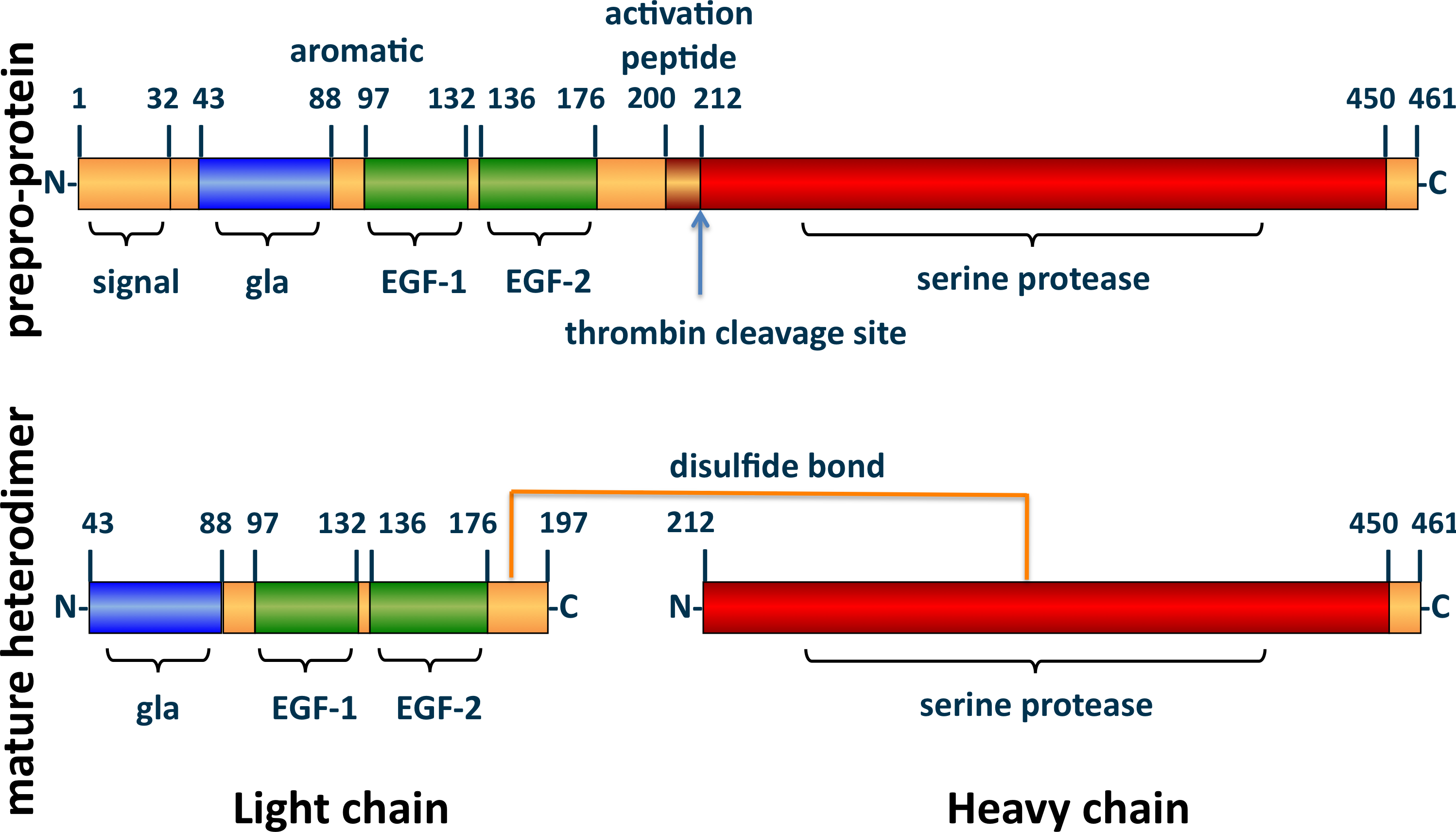
Estrutura de domínios da preproproteína C (acima) e o heterodímero maduro (abaixo)

A proteína C humana é uma glicoproteína dependente da vitamina K estruturalmente similar a outras proteínas dependentes da vitamina K que afectam à coagulação do sangue, como a protrombina, e os factores VII, IX e X.:1215 A síntese da proteína C ocorre no fígado e começa por ser uma molécula precursora duma só cadeia, que tem um peptídeo sinal N-terminal de 32 aminoácidos precedendo ao pró-peptídeo.:S11 A proteína C forma-se quando se elimina um dipeptídeo de Lys198 e Arg199; isto provoca a transformação em dímero da proteína, que leva carboidratos ligados a N em cada cadeia. A proteína tem uma cadeia leve de 21 kDa) e uma pesada de 41 kDa, conectadas por uma só ligação dissulfeto entre a Cys183 e a Cys319.
A proteína C inactiva compreende 419 aminoácidos e tem múltiplos domínios::2383 um domínio Gla (resíduos 43–88); um segmento helicoidal com aminoácidos aromáticos (89–96); dois domínios de tipo EGF (97–132 e 136–176); um peptídeo de activação (200–211); e um domínio serina protease de tipo tripsina (212–450). A cadeia leve contém os domínios de tipo Gla e EGF e o segmento aromático. A cadeia pesada contém o domínio de protease e o peptídeo de activação. Assim, nesta forma é como circula 85–90% da proteína C no plasma como zimógeno, à espera de ser activada.:6822 O restante da proteína C zimógena são formas ligeiramente modificadas da proteína.:2383 A activação da enzima ocorre quando uma molécula de trombina cliva e separa o peptídeo de activação da extremidade N-terminal da cadeia pesada.:4673:S11 O sítio activo contém a tríade catalítica típica das serina proteases (His253, Asp299 e Ser402).:2833
O domínio Gla é especialmente útil para unir-se a fosfolípidos carregados negativamente para a anticoagulação e ao EPCR para a citoprotecção. Um determinado exosítio aumenta a capacidade da proteína C de inactivar o factor Va eficazmente. Outro é necessário para interaccionar com a trombomodulina.:2833

## Fisiologia
A activação da proteína C é fortemente promovida pela trombomodulina e o receptor da proteína C endotelial (EPCR), este último encontra-se principalmente nas células endoteliais (células do interior das paredes sanguíneas). A presença de trombomodulina acelera a activação em várias ordens de magnitude,:34 e o EPCR acelera a activação num factor de 20. Se qualquer destas duas proteínas estiver ausente em espécimes murinhos, o rato morre por uma excessiva coagulação quando ainda se encontra em estado embrionário.:1983:43335 No endotélio, a APC desempenha um papel fundamental na regulação da coagulação sanguínea, na inflamação e na morte celular (apoptose).:28S Devido ao efeito acelerante da trombomodulina sobre a activação da proteína C, a proteína pode dizer-se que não é activada pela trombina mas sim pelo complexo trombina–trombomodulina (ou inclusive trombina–trombomodulina–EPCR).:2381 Assim que estiver na sua forma activa, a APC pode ou não permanecer unida ao EPCR, o qual tem aproximadamente a mesma afinidade que a proteína zimógena.:3162
A proteína C na sua forma de zimógeno está presente no plasma sanguíneo de adultos humanos normais a concentrações entre 65 e 135 IU/dL. A proteína C activada encontra-se a níveis aproximadamente 2 000 vezes menores que este.:3161 A deficiência de proteína C leve corresponde a níveis plasmáticos acima de 20 IU/dL, mas abaixo do nível normal. As deficiências moderadamente graves apresentam concentrações sanguíneas entre 1 e 20 IU/dL; as deficiências graves apresentam níveis abaixo de 1 IU/dL ou são indetectáveis. Os níveis de proteína C numa criança saudável não prematura em média são de 40 IU/dL. A concentração da proteína C aumenta até os seis meses de idade, quando o nível médio atinge os 60 IU/dL; o nível permanece baixo durante a infância até que atinja os níveis de adulto depois da adolescência.:1216 A vida média da proteína C activada é de cerca de 15 minutos.:6823

## Vias
As vias da proteína C são as reacções químicas específicas que controlam o nível de expressão da APC e a sua actividade no corpo.:34 A proteína C é pleiotrópica, com dois tipos principais de função: a anticoagulação e a citoprotecção (o seu efeito directo sobre as células). A função que a proteína C realiza depende de se a APC permanece ou não unida ao EPCR depois de ser activada; os efeitos anticoagulantes da APC ocorrem quando não o está. Neste caso, a proteína C funciona como anticoagulante ao inactivar proteoliticamente de forma irreverssível os factores Va e VIIIa, convertendo-os nos factores Vi e VIIIi, respectivamente. Quando ainda está unida ao EPCR, a proteína C activada realiza os seus efeitos citoprotectores, que actuam sobre o substrato efector PAR-1 (receptor 1 activado por protease). Em determinado grau, as propriedades anticoagulantes da APC são independentes das propriedades citoprotectoras; a expressão duma das vias não é afectada pela existência da outra.:3162:26S
A actividade da proteína C pode ser infra-regulada reduzindo a quantidade de trombomodulina disponível ou de EPCR. Isto pode ser feito por citocinas inflamatórias, como a interleucina-1β (IL-1β ) e o factor de necrose tumoral-α (TNF-α). Os leucócitos activados libertam estes mediadores inflamatórios durante a inflamação, inibindo a criação de trombomodulina e EPCR, e induzindo o seu desprendimento da superfície endotelial. Ambas as acções infra-regulam a activação da proteína C. A própria trombina pode também ter um efeito sobre os níveis de EPCR. Além disso, as proteínas liberadas das células podem impedir a activação da proteína C, por exemplo no eosinófilo, o que pode explicar a trombose na doença cardíaca hipereosinófila. A proteína C pode ser supra-regulada pelo factor plaquetário 4. Acredita-se que esta citocina melhora a activação da proteína C ao formar uma ponte electrostática desde o domínio Gla da proteína C até ao domínio de glicosaminoglicano (GAG) da trombomodulina, reduzindo a constante de Michaelis (KM) para a sua reacção.:2386:29S Por outro lado, a proteína C é inibida pelo inibidor da proteína C.:369

### Efeitos anticoagulantes

Coagulação do sangue e via anticoagulante da proteína C

A proteína C é um componente principal na anticoagulação no corpo humano. Actua como um zimógeno serina protease: a APC proteoliza eligações peptídicas nos factores V e VIII activados (factor Va e VIIIa), e um dos aminoácidos da ligação é a serina.:2381 Estes dois factores proteicos que a APC inactiva são co-factores altamente procoagulantes na geracióção de trombina, que é um elemento crucial na coagulação do sangue; juntos formam parte do complexo protrombinase.:26S Entre os co-factores que intervêm na inactivação dos factores Va e VIIIa estão a proteína S, o factor V, a lipoproteína de alta densidade, os fosfolípidos amniónicos e os glicoesfingolípidos.:3161
O factor Va une-se à protrombina e ao factor Xa, aumentando a velocidade à qual se produz a trombina em quatro ordens de magnitude (10 000x). A inactivação do factor Va praticamente detém a produção de trombina. O factor VIII, por outro lado, é um co-factor na produção do factor X activado, o qual por sua vez converte a protrombina em trombina. O factor VIIIa aumenta a activação do factor X num factor de aproximadamente 200 000. Devido a este papel importante na coagulação, o factor VIII é também conhecido como factor anti-hemofílico e as deficiências do factor VIII causam hemofilia A.:2382,3
A APC inactiva o factor Va ao realizar três clivagens (em Arg306, Arg506, Arg679). A clivagem em qualquer uma das Arg306 e Arg506 diminui a atracção das moléculas ao factor Xa, e embora o primeiro destes sítios seja clivado lentamente, é totalmente necessária para o funcionamento do factor V. A proteína S ajuda neste processo catalisando a proteólise na Arg306, na qual o domínio A2 do factor V é dissociado do resto da proteína. A proteína S também se une ao factor Xa, impedindo que este último diminua a inactivação pela APC do factor Va.:2386
Não se sabe muito sobre a inactivação do factor VIIIa. A vida media do factor VIIIa é de apenas 2 minutos a não ser que o factor IXa esteja presente para estabilizá-lo. Alguns autores questionaram a importância da inactivação feita pela APC do factor VIIIa, e desconhece-se em que grau o factor V e a proteína S são co-factores na sua proteólise. Sabe-se que a APC funciona sobre o factor VIIIa clivando-o em dois sítios, Arg336 e Arg562, cada um dos quais em individual é suficiente para desactivar o factor VIIIa e convertê-lo no factor VIIIi.:2387

### Efeitos citoprotectores
Quando a APC se une ao EPCR realiza várias funções citoprotectoras importantes, a maioria das quais requerem o EPCR e o PAR-1. Entre estas estão regular a expressão genética, efeitos anti-inflamatórios, efeitos anti-apoptóticos e de protecção da função de barreira endotelial.:3162
O tratamento de células com APC demostra que a sua modulação da expressão genética controla efectivamente as vias principais do comportamento inflamatório e apoptótico celular. Existem cerca de 20 genes que são supra-regulados pela proteína C, e outros 20 que são infra-regulados: os primeiros são geralmente vias anti-inflamatórias e anti-apoptóticas, enquanto que os últimos costumam ser pró-inflamatórios e pró-apoptóticos. Não se conhece muito bem quais os mecanismos da APC para alterar os perfis de expressão genética, mas acredita-se pelo menos em parte implicam um efeito inibidor sobre a actividade dos factores de transcrição.:3162,4 As proteínas importantes que a APC supra-regula são Bcl-2, eNOS e IAP. Os efeitos da APC infra-regulam significativamente p53 e Bax.:2388
A APC possui efeitos anti-inflamatórios sobre as células endoteliais e os leucócitos. A APC afecta as células endoteliais ao inibir a liberação de mediadores inflamatórios e infra-regular moléculas de adesão vascular. Isto reduz a adesão de leucócitos e a sua infiltração nos tecidos, ao mesmo tempo que limita os danos no tecido subjacente. A APC apoia a função da barreira endotelial e reduz a quimiotaxia. A APC inibe a libertação de mediadores da resposta inflamatória em leucócitos e células endoteliais ao reduzir a resposta de citocinas e talvez diminuindo a resposta inflamatória sistémica, tal como observado na sepse. Estudos feitos em ratos e humanos demonstraram que a APC reduz a lesão pulmonar induzida por endotoxinas e a inflamação.:3164
Os cientistas reconhecem os efectos anti-apoptóticos da proteína C activada, mas não estão claros os mecanismos exactos por meio dos quais se inibe a apoptose. Sabe-se que a APC é neuroprotectora. Os efectos anti-apoptóticos da APC explicam em parte por que a APC é efectiva no tratamento da sepse, uma vez que a redução dos níveis de apoptose está correlacionada com taxas de sobrevivência mais altas em pacientes sépticos.:3165 A anti-apoptose é possível diminuindo a activação da caspase 3 e caspase 8, melhorando  proporção Bax/Bcl-2 e infra-regulando p53.:2388
A proteína C activada também proporciona muita protecção da função da barreira endotelial. A rotura da barreira endotelial e o aumento correspondente da permeabilidade endotelial, estão associados ao inchamento, hipotensão e inflamação, todos os quais são problemas da sepse. A APC protege a função de barreira endotelial ao induzir a activação dependente de PAR-1 da esfingosina quinase-1 e a supra-regulação de esfingosina-1-fosfato com esfingosina quinase.:3165
Vários estudos indicaram que a actividade proteolítica da APC contribui para as propriedades citoprotectoras observadas da APC, mas as variantes que são proteoliticamente inactivas também podem regular a formação de PAR-activadores de trombina e factor Xa e expressar propriedades citoprotectoras in vitro e in vivo.

## Papel nas doenças
Uma deficiência de proteína C genética, na sua forma leve associada com heterozigosidade simples, provoca um aumento significativo do risco de trombose venosa em adultos. Se um feto é homozigoto ou heterozigoto composto para a deficiência, pode apresentar púrpura fulminante, coagulação intra-vascular disseminada grave e um simultâneo trombo-embolismo venoso no útero;:1214 o que é muito grave e geralmente mortal.:211s A deleção do gene da proteína C em ratos causa a morte fetal no momento do nascimento. Os fetos de rato sem a proteína C desenvolvem-se normalmente no principio, mas acabam por sofrer graves hemorragias, coagulopatias, depósito de fibrina e necrose do fígado.:3161
A frequência da deficiência de proteína C entre os indivíduos assintomáticos é de entre 1 em cada 200 e 1 em cada 500 pessoas. Em contrapartida, os sintomas mais significativos da deficiência são detectáveis de 1 em cada 20 000 indivíduos. Não se detectou nenhum viés racial ou étnico.:1215
A resistência à proteína C activada ocorre quando a APC não pode realizar as suas funções. Esta doença apresenta sintomas semelhantes à deficiência de proteína C. A mutação mais comum que causa a resistência à proteína C activada em indivíduos caucasianos ocorre num sítio de clivagem no factor V para a APC. Neste sítio, a Arg506 é substituída por Gln, produzindo o factor V de Leiden. Esta mutação também se denomina R506Q.:2382 A mutação que origina a perda deste sítio de clivagem impede que a APC inactive eficazmente tanto o factor Va como o factor VIIIa. Assim, o sangue dessa pessoa coagula demasiado rápido e coloca permanentemente em maior risco de vir a sofrer de trombose.:3 Os indivíduos heterozigotos para a mutação do factor VLeiden possuem um risco de trombose venosa de 5 a 7 vezes maior que o da população geral. Os indivíduos homozigotos apresentam um risco 80 vezes maior.:40 Esta mutação é também o risco hereditário mais comum para a trombose venosa em caucasianos.:2382
Cerca de 5% dos casos de resistência à APC não estão associados à mutação antes mencionada nem ao factor VLeiden. Outras mutações genéticas podem causar resistência à APC, mas nenhuma no grau em que o faz o factor VLeiden. Entre estas mutações estão outras versões do factor V, a geração espontânea de auto-anticorpos contra o factor V e a disfunção de qualquer um dos cofactores da APC.:2387 Além disso, algumas condições adquiridas podem reduzir a eficácia com a qual a APC realiza as suas funções anti-coagulantes.:33 Os estudos realizados sugerem que entre 20% e 60% dos pacientes trombóticos sofrem alguma forma de resistência à APC.:37
A necrose por warfarina é uma deficiência de proteína C adquirida devido ao tratamento com warfarina, a qual é um antagonista da vitamina K e um anti-coagulante. Porém, o tratamento com warfarina pode produzir lesões cutâneas paradoxais semelhantes às observadas na púrpura fulminante. Uma variante desta resposta apresenta-se como uma gangrena venosa nas extremidades quando se utiliza a warfarina para tratar a trombose venosa profunda associada ao cancro. Nestas situações, a warfarina pode voltar a se administrar em doses baixas para se assegurar de que a deficiência de proteína C não se surja antes que sejam suprimidos os factores de coagulação II, IX e X da vitamina K.:211s
A proteína C activada cliva as histonas do Plasmodium falciparum, que são libertadas durante a infecção: a clivagem destas histonas elimina os seus efeitos pró-inflamatórios.

## Uso na medicina
É sabido que os níveis de proteína C servem para predizer a mortalidade em pacientes de sepse. Devido a isto e aos seus efeitos pleiotrópicos anti-coagulantes e cito-protectores, foi sugerido o uso da proteína C, juntamente com outros fármacos, no tratamento de pacientes com sepse grave.
Em novembro de 2001, a FDA norte-americana aprovou o uso da Drotrecogin alfa-activada (DrotAA) para o tratamento clínico de adultos que padeciam sepses graves e tinham um alto risco de morte.:1332 Este fármaco é uma forma recombinante da proteína C activada humana (rhAPC). Foi comercializada com o nome Xigris pela Eli Lilly and Company,:224 A Drotrecogin alfa-activada esteve envolvida numa controvérsia quando depois de ser aprovada para uso clínico se verificou que agravava as hemorragias e não reduzia a mortalidade. Em outubro de 2011 a rhAPC (Xigris®) foi retirada do mercado pela companhi Eli Lilly devido à maior mortalidade em ensaios em adultos.
A APC foi estudada como forma de tratar as lesões pulmonares, depois de alguns estudos mostrarem que pacientes com lesões pulmonares tinham níveis reduzidos de APC em partes específicas dos pulmões correlacionados com resultados piores.:3167,8 A APC também foi considerada para o seu uso para melhorar os resultados em pacientes de acidentes cerebrovasculares isquémicos, uma emergência médica na qual o bloqueio arterial priva uma região do cérebro de oxigénio, causando a morte dos tecidos. Foram elaborados estudos prometedores que indicaram que a APC poderia ser acoplada junto com o único tratamento actualmente aprovado, o ativador do plasminogénio tecidual (tPA), para proteger o cérebro dos efeitos colaterais muito nocivos do tPA, para além de impedir a morte celular por falta de oxigénio (hipoxia).:211 Também se propôs o uso clínico da APC para melhorar os resultados em transplante de ilhotas pancreáticas de Langerhans no tratamento da diabetes tipo I.:2392